# O Pindo

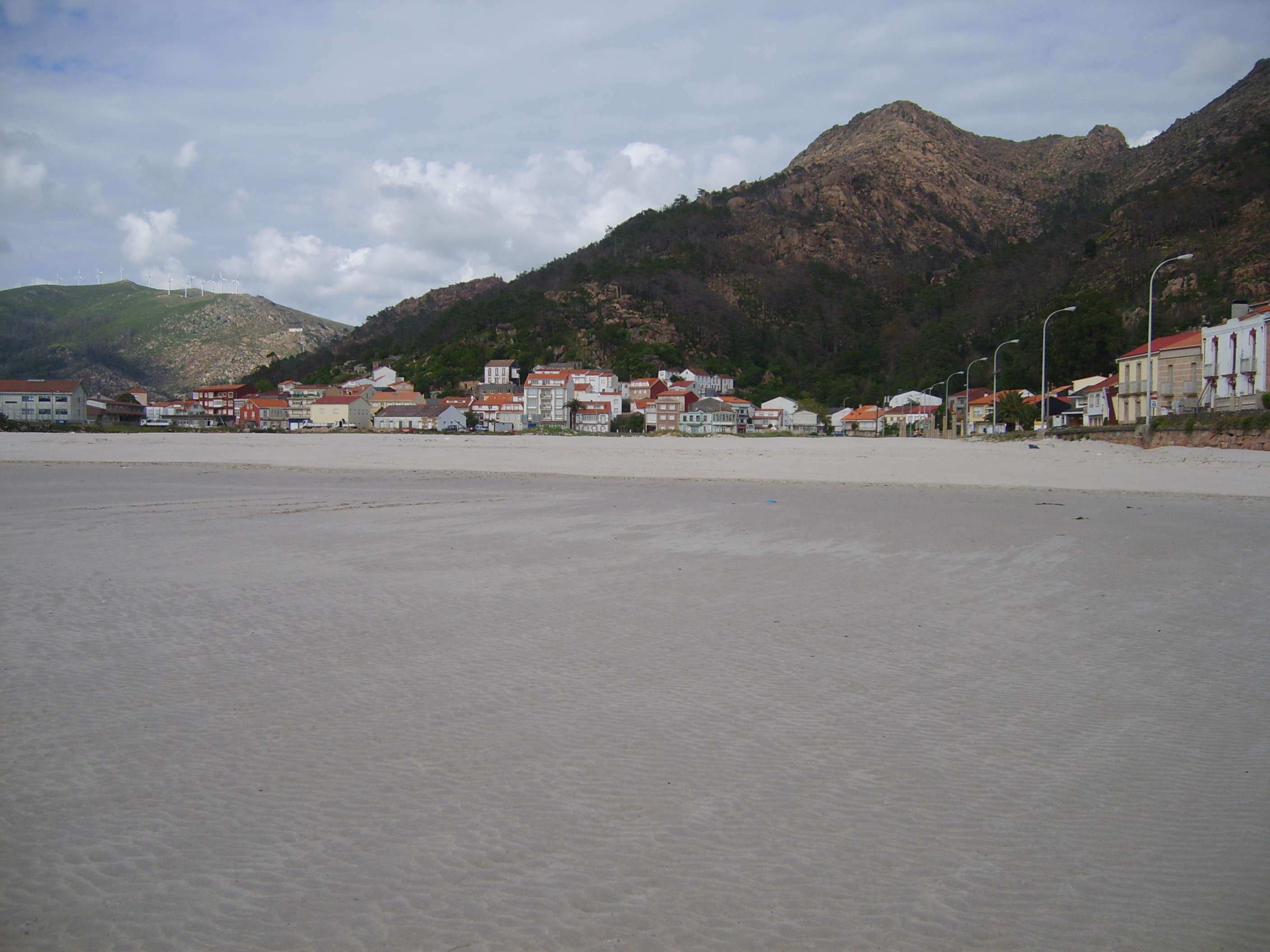
Plage de O Pindo, avec le mont Pindo au fond.

O Pindo est une paroisse civile de la commune de Carnota de la province de La Corogne, en Galice (Espagne). Ce village se trouve entre la mer d'un côté et les monts Pindo de l'autre, avec le sommet de A Moa, qui est la partie la plus connue, avec la plage de San Pedro. Autour de ce mont, il y a plusieurs légendes, mais la plus connue est celle de A Raíña Lupa (La Reine Lupa).
À O Pindo, il y a deux écoles primaires et un terrain de sports. Une équipe de football, O PINDO CF, a été créée voici deux ans.

## Tourisme
En gastronomie, on peut goûter les plats de la cuisine galicienne typique de la zone (spécialités en fruits de mer et poissons)).
À côté du fleuve Laxe, il y a aussi une casa rural(maison  rurale)  "A Laxe". 
Un des grands et attraits touristiques de l'été sont les randonnées à pied, en quad, en canoë-kayak.